# 300e à 201e millénaires avant le présent
700e à 501e millénaires AP |
500e à 401e millénaires AP |
400e à 301e millénaires AP |

300e à 201e millénaires avant le présent
|
200e à 101e millénaires AP |
100e à 71e millénaires AP |
70e à 51e millénaires AP

Cet article traite de l’histoire évolutive de la lignée humaine entre 300 000 et 200 000 ans avant le présent (AP). Cette période voit l'émergence de l'espèce Homo sapiens en Afrique, tandis que l'Homme de Néandertal s'affirme en Europe et l'Homme de Denisova en Asie orientale. L'industrie lithique la mieux connue de cette époque est le Moustérien.

## Événements
- De 350 000 à 30 000 ans avant le présent (AP) : l’industrie lithique moustérienne, associée à la méthode Levallois ou à la méthode Quina, se développe en Afrique du Nord, au Moyen-Orient, en Asie centrale et en Europe[1],[2]. Elle se caractérise par le débitage en série d'éclats, à partir d'un nucléus préparé (méthode Levallois), et par un grand nombre de racloirs et de pointes retouchées.
- De 300 000 à 243 000 ans AP : période glaciaire du stade isotopique 8[3].
- De 243 000 à 191 000 ans AP : période interglaciaire du stade isotopique 7, entrecoupée d'une sévère chute des températures vers 225 000 ans AP[3].

### Afrique

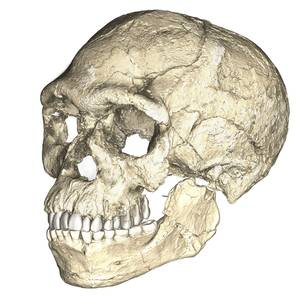
LHomo sapiens de Djebel Irhoud (reconstitution virtuelle)

- 300 000 ans AP :  le site de Djebel Irhoud, au Maroc, livre des ossements fossiles d’Homo sapiens, datés en 2017 de 300 000 ans, les plus anciens connus à ce jour[4], associés à une industrie lithique moustérienne.
- 278 000 ans AP : le site de Gademotta, en Éthiopie, livre une industrie lithique du Middle Stone Age, caractérisée par un débitage sur nucléus comparable au débitage Levallois. Les industries acheuléennes perdurent en Éthiopie jusque vers 150 000 ans AP[5].
- 260 000 ans AP : l’emmanchement des outils et l’utilisation de pigments sont attestés dès 260 000 ans à Twin Rivers en Zambie.
- 260 000 ans AP : Homme de Florisbad, crâne fossile fragmentaire découvert en 1932 en Afrique du Sud, aujourd'hui considéré comme une forme archaïque de l'espèce Homo sapiens[6].
- Entre 250 000 et 200 000 ans AP : Homme de Kabwe (ou de Broken Hill), crâne et ossements fossiles découverts en 1921 à Kabwe, en Zambie, qui ont permis de définir l'espèce Homo rhodesiensis, une espèce africaine proche d'Homo heidelbergensis[7]. La datation demeure imprécise et très discutée.

### Asie
- Entre 300 000 et 150 000 ans AP : une demi-calotte crânienne fossile découverte en 1982 dans la moyenne vallée de la Narmada, dans la province de Madhya Pradesh, en Inde centrale, représente le plus ancien fossile humain trouvé à ce jour sur l'ensemble du sous-continent indien. Il appartiendrait à une femme adulte. Sa datation est très imprécise et son attribution demeure très discutée[8].
- 300 000 ans AP : l'Homme de Hualongdong, ensemble de 16 ossements fossiles humains, incluant plusieurs fragments formant un crâne assez complet (noté HLD 6), découverts de 2006 à 2017 dans la province de l'Anhui, en Chine, est daté en 2019 de 300 000 ans. Son attribution est discutée[9].
- 295 000 ans AP : Homme de Dali, crâne humain fossile découvert en 1978 dans le Shaanxi en Chine, qui serait un représentant des Dénisoviens.
- 260 000 ans AP : Homme de Jinniushan, squelette fossile découvert en 1984 près de Dashiqiao, dans la province du Liaoning, au nord-est de la Chine. Il possède des caractéristiques proches de l'Homme de Dali et de l'Homme de Maba, autres fossiles chinois du Paléolithique moyen. Ces trois fossiles sont de probables représentants de l'Homme de Denisova[5].

### Moyen-Orient

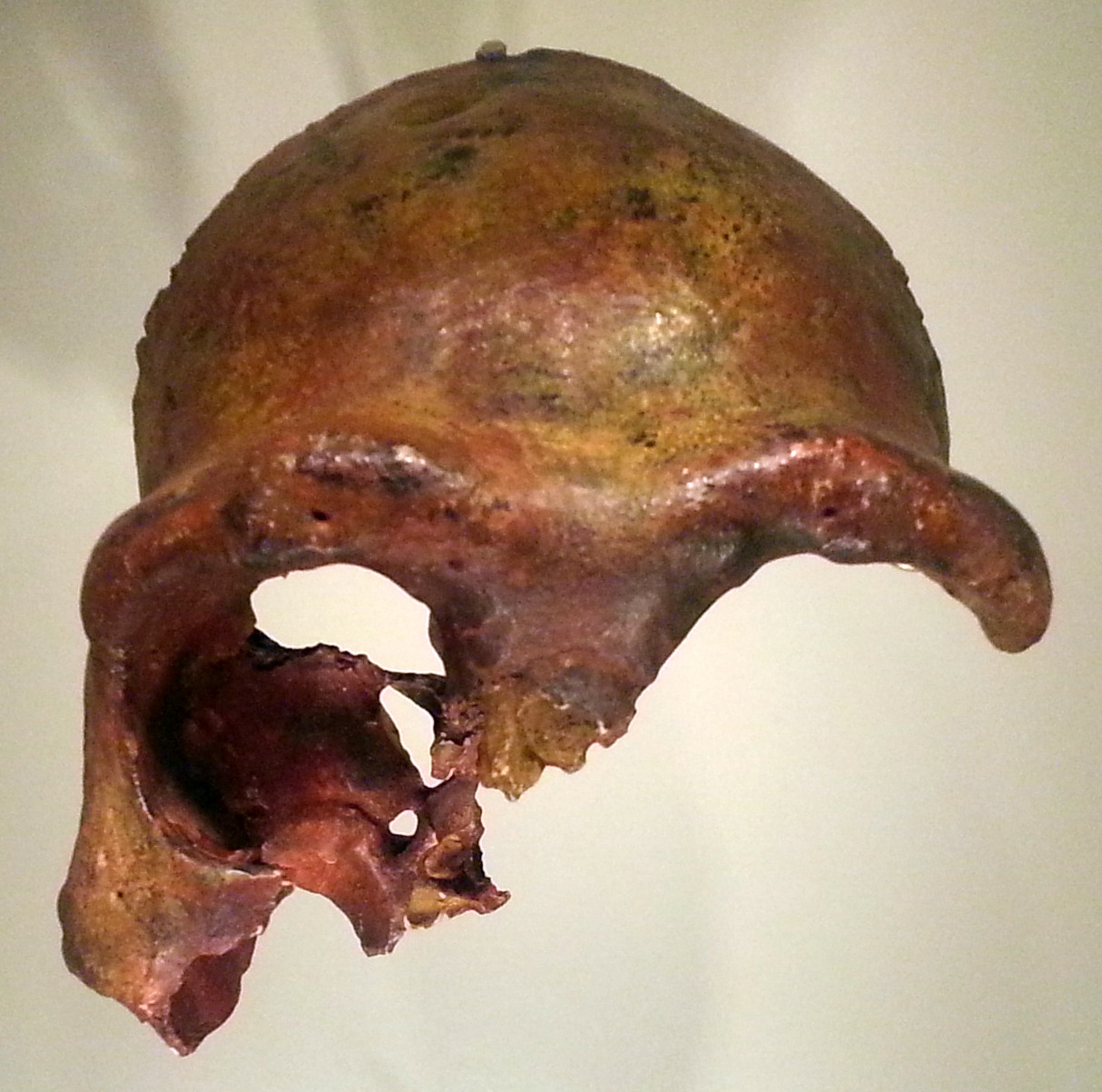
L' « Homme de Galilée » exposé au Musée d'Israël (moulage)

- Entre 300 000 et 250 000 ans AP : Homme de Galilée, attribué à Homo rhodesiensis ou à Homo heidelbergensis, connu par un crâne découvert en 1925 dans la grotte des Voleurs, en Galilée (Israël). Il est accompagné d'une industrie lithique yabroudienne.
- Entre 300 000 et 200 000 ans AP :
  - site de Barda Balka (en) au Kurdistan d'Irak[10], un des rares sites de cette période connus en Irak.
  - site acheuléen de Satani-Dar, en Arménie[11]. Bifaces en obsidienne. Des matériaux plus variés sont utilisés dans une phase finale.
- 230 000 ans AP : « Figurine » de Berekhat Ram, mise au jour en Israël en 1981[12]. Cette pierre évoquerait une silhouette féminine et aurait été modifiée par l'homme au niveau du cou par le creusement d'un sillon qui aurait pu servir à la porter en pendentif. Son interprétation fait l'objet de discussions. Une autre figurine découverte au Maroc en 1999, la vénus de Tan-Tan, datée de façon très incertaine entre 300 000 et 500 000 ans, est interprété également comme une représentation humaine.

### Europe

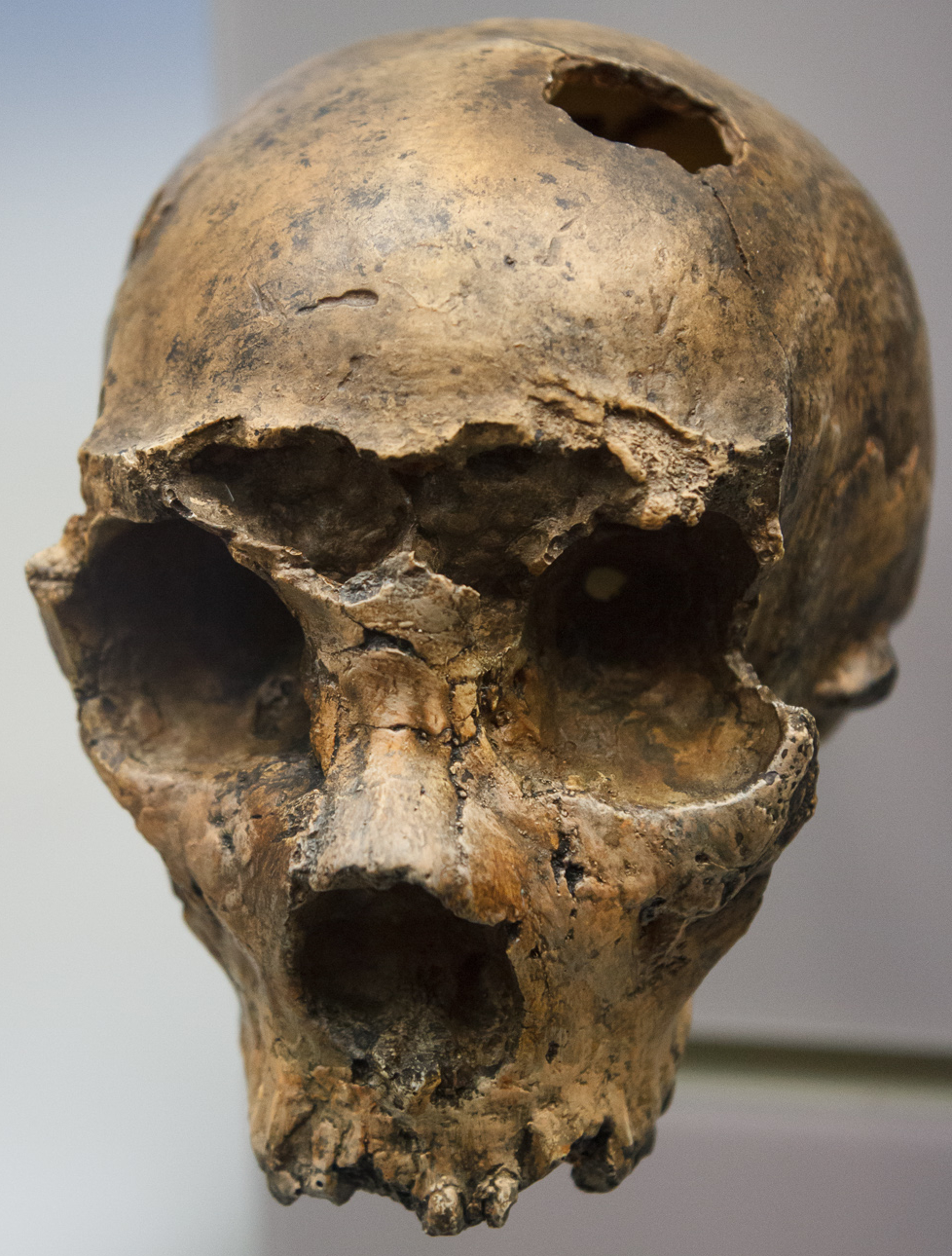
L'Homme de Saccopastore

- De 250 000 à 45 000 ans AP : occupation du site de La Cotte de Saint-Brélade, sur l’ile de Jersey, alors rattachée à la côte normande, par des Néandertaliens. Les fouilles archéologiques y ont mis au jour un grand nombre de dents et d’ossements de mammouths et de rhinocéros laineux au pied d’une falaise[13].
- 250 000 ans AP :
  - Homme de Saccopastore, représenté par deux crânes fossiles humains découverts à Saccopastore, près de Rome, en 1929 et 1935, datés en 2015 d'environ 250 000 ans, plus anciens Homo neanderthalensis découverts à ce jour en Italie. Ils sont associés à un outillage moustérien et à des os de Palaeoloxodon antiquus, d’Hippopotamus major, et de rhinocéros de Merck.
  - Homme d'Ehringsdorf, fossiles de Néandertaliens (mâchoires et crânes), découverts en Thuringe (Allemagne) en 1925 dans une carrière de travertin.
  - utilisation d’ocre rouge par les Néandertaliens attestée sur les sites C et F du Belvédère de Maastricht, vraisemblablement pour orner leur corps[14].
- 230 000 ans AP : le site de Bontnewydd (en), au pays de Galles, livre les seconds plus anciens restes connus de Néandertaliens en Grande-Bretagne (après l'Homme de Swanscombe), les dents et un fragment de la mâchoire d'un enfant âgé de onze ans[15].
- 210 000 ans AP : un crâne fossile assez complet mais déformé (sans sa mandibule), noté Apidima 2, et un fragment de calotte crânienne fossile, noté Apidima 1, découverts en 1978 dans la grotte d'Apídima, située dans le sud du Péloponnèse, en Grèce, sont attribués en 2019 : Apidima 2 à l'Homme de Néandertal, avec une datation d'au moins 170 000 ans (datation par l'uranium-thorium), et Apidima 1 à Homo sapiens, avec une datation d'au moins 210 000 ans (datation par l'uranium-thorium). Cette dernière attribution et cette datation reculeraient de quelque 160 000 ans l'âge de l'arrivée des premiers Homo sapiens en Europe (et de 25 000 ans l'âge de leur arrivée en Eurasie)[16],[17], mais les deux sont contestées.
- 210 000 ans AP : Homme de Tourville, trois os longs fossiles du bras gauche d'un Néandertalien, découverts en 2010 à Tourville-la-Rivière (Seine-Maritime), dans un méandre de la Seine[18], l'un des plus vieux spécimens fossiles néandertaliens trouvés en France (hors dents isolées).